# Migros Verteilbetrieb
Die Migros Verteilbetrieb AG (MVB) ist ein Schweizer Logistikunternehmen mit Sitz in Neuendorf. Sie ist eine hundertprozentige Tochtergesellschaft des Migros-Genossenschafts-Bundes (MGB) und dient der Migros als Logistikplattform in den Bereichen Non-Food, Near-Food, Tiefkühlprodukte und Textilien. Mit etwas mehr als 1'000 Mitarbeitern am Standort Neuendorf gehört das Unternehmen zu den grössten privaten Arbeitgebern im Kanton Solothurn.
Seit die Migros-Verteilbetrieb Neuendorf AG im Jahr 2021 mit der Migros Verteilzentrum Suhr AG zur Migros Verteilbetrieb AG fusionierte, gehört auch der Standort in aargauischen Suhr zum Unternehmen.

## Geschäftstätigkeit
Als eines der bedeutendsten Logistikzentren der Schweiz ist die Migros Verteilbetrieb AG (MVB) in den Bereichen Lagerung, Konfektionierung, Kommissionierung und Verteilung nicht nur für die Migros-Genossenschaften und die Tochtergesellschaften des MGB tätig, sondern auch für externe Kunden. Die aneinandergereihten Gebäude erstrecken sich über eine Länge von mehreren hundert Metern zwischen der Autobahn A1 und der Bahnstrecke Olten–Solothurn, ihre Gebäudevolumen betragen 249'500 m². Insgesamt werden 92'797 Artikelpositionen geführt. Davon werden 58 % auf der Strasse und 42 % mit der Bahn transportiert.
Zur Abwicklung des Schienengüterverkehrs besitzt die MVB neun Kilometer private Gütergleise und zwei eigene Lokomotiven. Seit 1975 verfügt die MVB über eine eigene Betriebsfeuerwehr mit vier Fahrzeugen (je ein Tanklöschfahrzeug, Mehrzweckfahrzeug, Rüstfahrzeug und Mannschaftstransporter).
Auf dem Dach des weitläufigen Gebäudekomplexes in Neuendorf befindet sich die grösste Photovoltaikanlage der Schweiz. Sie wurde von der Tritec AG, einem Unternehmen der Energiedienst Holding, installiert und im August 2013 ans öffentliche Stromnetz angeschlossen. Die erste Ausbauetappe bedeckte eine Fläche von 32'000 m² und besass eine Maximalleistung von 5,21 MWp, was etwa dem Verbrauch von 1'300 Haushalten entspricht. Mit dem Bau eines neuen Tiefkühllagers verbunden war im Oktober 2016 eine Erweiterung der Anlage um 6'220 m². Dadurch stieg die Maximalleistung auf 7,8 MWp, womit nun 1'900 Haushalte versorgt werden können.

## Migros Verteilbetrieb Volketswil (MVV)
Der Migros Verteilbetrieb Volketswil (MVV) ist ein wichtiger Logistikstandort des Migros Verteilbetriebs in Volketswil, spezialisiert auf Near / Non-Food-Artikel und Fachmarktprodukte wie die Sortimente von SportX und BikeWorld.
Der Standort besteht aus drei Gebäuden: dem zentralen Waren Eingang/Ausgang, Betrieb Eins mit Haupteingang und Rezeption, und Betrieb Zwei für Lagerung und Logistik. Beide Betriebsgebäude haben fünf Stockwerke.
Am Standort Volketswil sind derzeit rund 90 fest angestellte beschäftigt. Die Leitung des Standortes hat Markus Steiger, der als Standortleiter die Verantwortung für die operativen und strategischen Abläufe trägt.

## Geschichte
1970 begann der MGB mit den Planungen, die Bauarbeiten begannen 1972 und die ersten Abteilungen zogen 1974 ein. Mit einem Dorffest begann am 29. August 1975 der Vollbetrieb. Nachdem in den ersten Jahren noch die Verwaltung des MGB das Unternehmen geführt hatte, verselbständigte er es am 1. Januar 1977 in Form einer Tochtergesellschaft. 1984 kaufte der MGB das nahe gelegene Frigoscandia-Tiefkühllager hinzu. Ursprünglich war vorgesehen, dass der MVN als Migros-Zentrallager für die gesamte Schweiz dienen sollte. Dies passte jedoch nicht zum föderalistischen Aufbau des Migros-Konzerns und verursachte in den Anfangsjahren grosse finanzielle Verluste. Nach einer Reorganisation konzentrierte sich der MVN auf Non-Food, Near-Food und Tiefkühlprodukte. 1988 nahm der MVN seine eigene Gleisanlage in Betrieb, 1999 das erste Hochregallager. 2004 entstand eine Passerelle über die Bahngleise, die einen direkten Zugang zwischen dem Tiefkühllager und Hauptgebäude ermöglicht. Zwischen 2008 und 2016 kamen neue Lager für Tiefkühlprodukte und Kleinteile sowie ein neues Logistik-Center hinzu. Von 2018 bis 2021 wurde der Standort weiter ausgebaut und in eine teil- als auch vollautomatische Kommissionierungsanlage investiert. Die offizielle Eröffnung fand im März 2022 statt.
Im Januar 2021 wurde der Migros-Verteilbetrieb Neuendorf und das Migros Verteilzentrum Suhr unter eine gemeinsame Führung gestellt. Indes fusionierte die Migros Verteilzentrum Suhr AG mit Migros-Verteilbetrieb Neuendorf AG zur heutigen Migros Verteilbetrieb AG (MVB).
Im November 2023 erfolgte der Spatenstich für ein fünftes Tiefkühllager in Neuendorf, welches bis im Spätherbst 2025 fertiggestellt werden soll. Im März 2025 erfolgte der Spatenstich zu einer Erweiterung des Migros Verteilbetriebs in Suhr. Die Inbetriebnahme der neuen Anlage, welche u. a. aus 14 vollautomatischen Kommissionierungsmaschinen bestehen werde, ist für Herbst 2027 geplant.